# Kamil Kopecký
Kamil Kopecký (* 12. listopadu 1977 Nové Město na Moravě) je český vědec a vysokoškolský pedagog působící na Univerzitě Palackého v Olomouci, který se orientuje na oblast rizikového chování v prostředí internetu a na moderní IT ve vzdělávání. Specializuje se zejména na kyberšikanu, sexting, cyber grooming, rizika sociálních sítí a ochranu osobních údajů v prostředí internetu. V posledních letech se intenzivně zabývá také problematikou příležitostí a rizik spojených s umělou inteligencí. Je absolventem Gymnázia Žďár nad Sázavou.
Je vedoucím národního projektu zaměřeného na prevenci rizikového chování v prostředí internetu E-Bezpečí a zároveň vedoucím Centra prevence rizikové virtuální komunikace PdF Univerzity Palackého v Olomouci. Je také aktivním pedagogem – působí jak na úrovní základního, tak i středního a vysokého školství (jeho tým ročně realizuje v prostředí škol více než 400 vzdělávacích akcí). Je zastánce badatelsky orientované výuky a obecně výuky využívající IT nástrojů – je tvůrce řady výukových aplikací pro mobilní doteková zařízení.
Působí rovněž jako expert bezpečnostního výzkumu Ministerstva vnitra České republiky, externě spolupracuje se státními i soukromými institucemi, jako je Policie České republiky, Linka bezpečí, Google, Seznam.cz, O2 Czech Republic či Vodafone. 
V roce 2010 založil na Univerzitě Palackého v Olomouci odborné univerzitní pracoviště Centrum prevence rizikové virtuální komunikace, orientující se na výzkum, edukaci a prevenci v oblasti rizikového chování na internetu.
Od roku 2015 vede nově vzniklou laboratoř IT Centra Prvok, specializovanou na využívání moderních technologií ve vzdělávání. Od roku 2018 je laboratoř známá pod jednoduchým názvem Digidoupě.

## Spolupráce na komerčních i nekomerčních projektech
Kopecký úspěšně propojuje výsledky akademického výzkumu a edukace s komerčními aktivitami, úzce spolupracoval a spolupracuje např. s firmami Google (Webrangers, Grow with Google), Seznam.cz (Seznam se bezpečně!), Vodafone (Digital parenting), Aukro (Rizika online nakupování), v současnosti pak spolupracuje především s firmou O2 (O2 Chytrá škola), NIC.cz (Bezpečně na netu), ČSOB (E-Bezpečí pro seniory), od 2020 pak s firmou Avast (Buď safe online). Od roku 2020 také spolupracuje na vzdělávacích materiálech s projektem Jeden svět na školách (projekt V digitálním světě). Od roku 2021 začal blíže v oblasti vědy a výzkumu spolupracovat s firmou Microsoft (projekt zabývající se problematikou sharentingu), na který v roce 2023 navázel výzkumem zaměřeným na využití umělé inteligence ve vzdělávání.
Aktivně spolupracoval na tvorbě podcastů (či sérií podcastů):
- Máma a táta v síti (Avast)
- Tvoje cesta onlinem (ČSOB)
- DigiKompetence (MPSV)

V současnosti je pravidelným hostem podcastu KybCast Národního pedagogického institutu ČR.

## Ocenění
- V roce 2015 získal jeho tým 1. místo v národním kole Evropské ceny prevence kriminality udělované Ministerstvem vnitra ČR, na území Evropy pak obsadil 4. místo.
- V roce 2009 jeho tým získal ve stejné soutěži 3. místo. Je opakovaným držitelem čestného ocenění rektora Univerzity Palackého za odbornou monografii (čtyřnásobným).
- Spolupracoval jako odborný poradce na seriálu #martyisdead (cena EMMY, 2020)
- Spolupracoval jako odborný poradce na filmu V síti (Kříšťálová lupa, 2020, Český lev, 2020), stejně jako na metodice pro žáky a celém preventivním webu k filmu (www.vsitifilm.cz).
- V roce 2020 získal ocenění Cena ministra školství, mládeže a tělovýchovy za vynikající vzdělávací činnost na vysoké škole za rok 2020, což je jedno z nejvyšších ocenění, které lze v této oblasti získat.
- V roce 2023 získal jeho tým hned několik ocenění, zvítězil v rámci soutěže Kybercena 2023 (1. místo za projekt roku) a stal se také Nejlepším projektem prevence kriminality na místní úrovni (MVČR).
- V roce 2023 získal Kopecký bronzovou plaketu náměstka policejního prezidenta pro SKPV za spolupráci s Policií ČR na odhalování trestné činnosti.
- V roce 2024 získal Kopecký ocenění Magister optimus 2024.
- V roce 2025 získal Kopecký ocenění pro nejlepšího pedagoga UP: Teachers Award UP

## Výzkum
Je tvůrcem a spolutvůrcem celé řady výzkumných studií orientovaných na problematiku rizikového chování v online světě:
- Čeští žáci a umělá inteligence (2024)
- České školy a umělá inteligence (2023)
- Sharenting u českých rodičů (2022)
- Děti a kult krásy v online světě (2022)
- Český učitel ve světě médií (2021)
- Český učitel ve světě technologií (2020)
- České děti v kybersvětě (2019)
- Rodič a rodičovství v digitálním světě (2018)
- Starci na netu (2017-2018)
- Fenomén Minecraft (2017)
- Sexting a rizikové seznamování č. dětí v kyberprostoru (2017)
- Národní výzkum kyberšikany učitelů (2016)
- Výzkum České děti a Facebook (2015)
- Analýza komunikace dětí a dospělých – sexuálních abuzérů (2015)
- Rizikové chování slovenských dětí v prostředí internetu (2014) – komparativní výzkum
- Rizikové chování českých dětí v prostředí internetu (2010-2014), ročně 28 000 dětí

## Legislativa
Je jedním z tvůrců legislativních dokumentů spojených s prevencí rizikového chování v online prostředí na úrovni Ministerstva školství, mládeže a tělovýchovy – metodických pokynů, doporučení a souvisejících příloh (např. příloha Kyberšikana, 2017). V roce 2024 rovněž spolupracoval na příloze k problematice Rizikového sexuálního chování.
Je jedním z tvůrců nového konceptu učitelské přípravy Učitel 21.

## Filmová produkce
Odborně spolupracoval na preventivních a dokumentárních filmech Seznam se bezpečně 3 a Na hory. Spolupracoval jako odborný garant na projektu V síti Víta Klusáka. Je také odborným garantem edukační kampaně k tomuto filmu, spolutvůrce audoedukativních částí filmu V síti: Za školou (12+) a tvůrce metodiky pro pedagogy pro práci s tímto filmem. Odborně se podílel také na seriálu #Martyisdead, který byl v roce 2020 oceněn cenou EMMY.
V roce 2022 se podílel na tvorbě popularizačního pořadu WIFINA (ČT:D).